# Rezolucija Vijeća sigurnosti UN-a 1074
Rezolucijom Vijeća sigurnosti UN-a 1074, jednoglasno usvojenom 1. listopada 1996., nakon potvrđivanja svih rezolucija o sukobima u bivšoj Jugoslaviji, a posebno Rezolucije 1022 (1995.), Vijeće je ukinulo sve preostale sankcije protiv SR Jugoslavije iz prethodnih rezolucija s trenutnim učinkom.
Provedba Daytonskog sporazuma za Bosnu i Hercegovinu je poboljšana, što je Vijeće pozdravilo, kao i uzajamna priznanja i uspostave diplomatskih odnosa među svim državama bivše Jugoslavije. Kao dio sporazuma bilo je bitno da sve zemlje surađuju s Međunarodnim kaznenim sudom za bivšu Jugoslaviju (ICTY). Također je istaknuto da su održani izbori u Bosni i Hercegovini.
Djelujući prema Poglavlju VII Povelje Ujedinjenih naroda, Vijeće je primijetilo da su izbori pridonijeli značajnom koraku prema provedbi mirovnog sporazuma i odobrili ukidanje međunarodnih sankcija protiv država u bivšoj Jugoslaviji. Sve su strane pozvane da se pridržavaju svojih obveza i napomenulo je da će se situacija držati pod nadzorom, a mjere će biti ponovno uvedene ako bilo koja strana ne ispuni svoje obveze prema sporazumu.
Konačno, odbor osnovan Rezolucijom 724 (1991.) trebao je biti raspušten nakon što je njegovo izvješće bilo dovršeno. Odbor je održao 141 sastanak prije nego što je ukinut 15. studenog 1996.

## Vanjske poveznice
| Wikizvor | Engleski Wikizvor ima izvorni tekst na temu: United Nations Security Council Resolution 1074 |

- Text of the Resolution at undocs.org